# Wafd

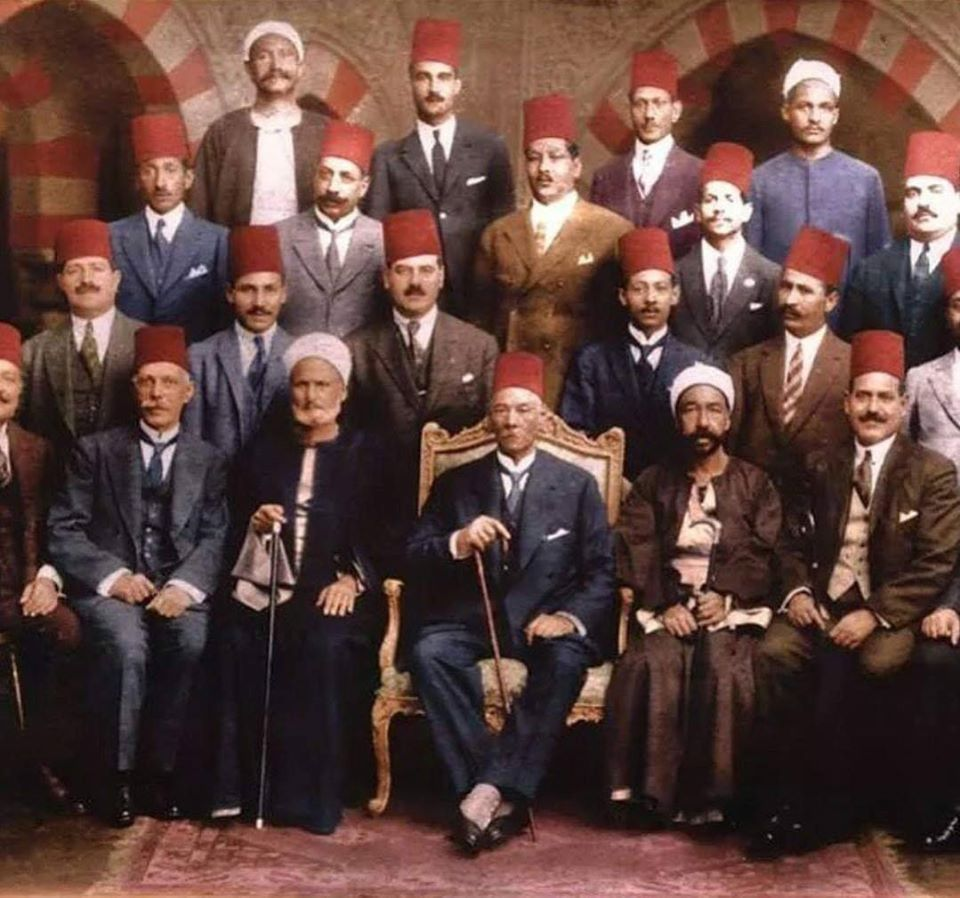
Saad Zaghloul Paşa se členy strany Wafd

Wafd (arabsky: حزب الوفد المصري, doslovně „delegace“) je bývalá nacionalisticky orientovaná, egyptská politická strana, která vznikla v roce 1919 a po Násirově puči v roce 1952 zanikla. Jejím zakladatelem byl Saíd Zaglúl.

## Charakteristika
Pojmenování strany bylo odvozeno od politické delegace, která byla vyslána na Pařížskou mírovou konferenci roku 1919, kde měla za úkol prosazovat egyptskou snahu o samostatnost.
V průběhu 20. a 30. let 20. století Wafd představovala nejsilnější egyptskou politickou stranu v zemi a postavila se za boj o nezávislost na Velké Británii. Straničtí lídři stáli v čele několika vlád (mezi lety 1924 a 1945). Charakter strany však v tomto období nabyl autoritářského charakteru a byl podkopáván korupcí.
Během druhé světové války utrpěla pověst strany zejména spoluprací jejího předsedy Nahháse paši s Brity, což znamenalo v poválečném období ztrátu důvěry obyvatelstva a mocenský pád partaje.

## Rozpuštění
V roce 1952, kdy došlo v Egyptě k vojenskému převratu, byla Wafd rozpuštěna. V roce 1978 vznikla nástupnická strana Nová wafdistická strana (Nový Wafd).

## Předsedové strany
- 1919–1927 Saíd Zaglúl
- 1927–1952 Mustafá Nahhás